# 旷视科技
旷视科技是一家于2011年10月在北京中关村成立的人工智能公司，专注于图像识别和深度学习领域。

## 主营业务
- FaceID
- Face++：人脸识别云平台。[4]
- 智能地产
- 智能安防

## 创始团队
- 印奇：联合创始人兼CEO，福布斯2015年中国30位30岁以下创业者。[3]
- 唐文斌：联合创始人兼CTO。
- 杨沐：联合创始人兼工程副总裁。

## 主要股東
- 螞蟻金服15.1%
- 阿里巴巴集團14.33%
- 印奇8.21%
- Machine Intelligence6.19%
- 唐文斌5.9%
- AI Mind5.57%
- 杨沐 2.72%

## 争议
2019年10月8日，美国商务部决定，以新疆穆斯林人权问题为由，将旷视科技等28个中国实体列入美国《出口管制条例》实体清单。2019年曠視科技曾申請於香港上市，有香港網民去信聯交所批評公司未有在上市文件中披露制裁風險。2020年2月，曠視科技的上市申請失效，公司需要向聯交所提供更多資料以繼續上市程序。